# Gibanica
La gibanica (cirílico гибаница) es un tarta salada serbia hecha habitualmente con queso fresco y masa filo. Es un plato tradicional en varias regiones de los Balcanes, hallándose variantes y platos similares en Serbia, Macedonia del Norte y Bulgaria (donde suele llamársela banitsa, баница), así como en Bosnia Herzegovina, Croacia, Eslovenia y, por influencia balcánica, en el Friul en Italia (donde, adaptando el nombre original, se llama ghibanizza). Es un plato popular en Siria y Líbano también, donde se le conoce como shabiyat.
Es una de las pastas más populares y reconocibles de los Balcanes y se elabora la mayoría de las veces en ocasiones festivas, o bien para tomar como aperitivo. Aunque la gibanica más frecuente es la elaborada con queso fresco, otras variedades pueden hacerse con espinaca, carne o patata y cebolla.